# HD 141937
HD 141569 är en ensam stjärna belägen i den mellersta delen av stjärnbilden Vinkelhaken. Den har en skenbar magnitud av ca 7,25 och kräver åtminstone en handkikare för att kunna observeras. Baserat på parallax enligt Gaia Data Release 2 på ca 30,0 mas, beräknas den befinna sig på ett avstånd på ca 109 ljusår (ca 33 parsek) från solen. Den rör sig närmare solen med en heliocentrisk radialhastighet på ca -2 km/s.

## Egenskaper
HD 141937 är en solliknande gul till vit stjärna i huvudserien av spektralklass G1 V. Den har en massa som är ca 1,03 solmassor, en radie som är ca 1,05 solradier och har ca 1,2 gånger solens utstrålning av energi från dess fotosfär vid en effektiv temperatur av ca 5 800 K.

## Planetsystem
Stjärnan har en exoplanet som följeslagare (HD 141937 b) som tillkännagavs i april 2001 av European Southern Observatory, med en angiven minsta massa på 9,7 jupitermassor. År 2020 mättes omloppsbanans lutning, vilket avslöjar att dess sanna massa är 27,4 jupitermassor, vilket gör den till en brun dvärg. En omloppsperiod på 653 dygn placerar omloppsbanan på ett avstånd 1,5 gånger längre bort från stjärnan än jordens avstånd till solen och med en hög excentricitet på 0,41.
| Planet | Massa              | Halv storaxel (AE) | Siderisk omloppstid (d) | Excentricitet | Inklination | Radie |
| ------ | ------------------ | ------------------ | ----------------------- | ------------- | ----------- | ----- |
| b      | 27,42+6,78-9,86 MJ | 1,4877 ± 0,0018    | 653,22 ± 1,21           | 0,41 ± 0,01   | —           | —     |